# طمطمانية
الطمطمانية أو أم الحميرية  ظاهرة صوتية لغوية قديمة منتشرة في أجزاء من اليمن وتهامة وعسير وجازان وهي قلب وإبدال «ال» التعريف الشمسية والقمرية في النظام العربي الفصيح للكلمات أم الحميرية بدلاً عنها. وتعتبر من لهجات اللغة العربية الفصحى رغم قدح بعض اللغوين فيها ووصفها بـ«العيوب اللغوية» إلا أنها لهجات تأخذ في النمو وليست تندثر مثل بعض اللهجات.
والطمطمة معناها العجمة. يراد بها في اللغة قلب اللام ميما (في اللفظ)، أو إبدال اللام من الميم (في الكتابة)،
وروي بها حديث ضعفه الألباني:
«ليس من امبر امصيام في امسفر» أي «ليس من البر الصيام في السفر».
و يقال لها طمطمانية حمير.
وهي في الأصل تعود إلى مملكة حمير القديمة. فهي من الخصائص اللغوية للعربية الجنوبية التي نفذت إلى العربية.
أمثلة على هذهِ القاعدة:
| الكلمة العربية الفصيحة | الكلمة باستخدام أم الحميرية |
| ---------------------- | --------------------------- |
| القمر                  | امقمر                       |
| الشمس                  | امشمس                       |
| الباب                  | امباب                       |
| العرب                  | امعرب                       |
| العجم                  | امعجم                       |
| البئر                  | امبير                       |
| الصدق                  | امصدق                       |
| الصدقة                 | امصدقة                      |

## في السواحلية
عرفت الطمطمة في اللغة السواحلية واللغة البراوية [الإنجليزية]. مثال ذلك قصيدة بالسواحية بعنوان يوسف جاء فيها: 
بسم الله امكهار — يا رب مولى جبار
 ولفظة امكهار لغة في القهار.

## أمثلة
- [الكتاب] تصبح [امكتاب]
- [الجبل] تصبح [امجبل]
- مثال حي للظاهرة